# Orthopodomyia alba
Orthopodomyia alba är en tvåvingeart som beskrevs av Baker 1936. Orthopodomyia alba ingår i släktet Orthopodomyia och familjen stickmyggor. Inga underarter finns listade i Catalogue of Life.